# Abu al-Qasim al-Khoei
Abu al-Qasim al-Khoei (arabiska: أبو القاسم الموسوي الخوئي), född 19 november 1899 i Khoy i Persien, i dagens iranska Västazarbaijan, död 8 augusti 1992 i Kufa, Irak var en irakisk shiamuslimsk sayyid, ayatolla och marja' al-taqlid. Vid 13 års ålder flyttade han till Irak och bosatte sig i Najaf där han började studera shiitisk teologi. Han blev senare ayatolla och erkänd som marja'. Han fortsatte bo i Najaf och var lärare i resten av sitt liv. Han blev en framstående ledare för shiamuslimer världen över på grund av sin höga position och egenskaper, och han blev den mest kända levande storayatollan år 1971 efter att storayatolla Muhsin al-Hakim hade gått bort.